# 称心
称心（しょうしん、620年頃 - 642年）は、中国・唐の人物。皇太子李承乾の寵愛していた男子。

## 生涯
出生は不明であるが、李承乾の寵愛していた男童であった。承乾は称心が美男子で、歌舞が上手であったために深く寵愛し、ついには自分の世継にしようとしていた。
承乾の父・太宗は激怒し、皇太子の行いに相応しくないとして称心を処刑した。承乾はこれを悼み、東宮に部屋を作って称心の像と墓を建て、毎日祭りをさせた。そして太宗を憎み、何ヶ月も参内しなくなった。そしてその後承乾は廃太子された。

## 参考資料
- 『資治通鑑』第一百九十六巻